# 니코 크란차르
니코 크란차르(크로아티아어: Niko Kranjčar, 1984년 8월 13일, 자그레브 ~ )는 크로아티아의 전 축구 선수이다. 그는 전 크로아티아 대표팀 감독 즐라트코 크란차르의 아들이다.

## 선수 경력
크란차르는 유소년 시절의 대부분은 디나모 자그레브에서 보냈으며, 후에 주장이 되었다. 2005년 초, 팀 경영진과의 불화 이후 디나모 자그레브의 라이벌 팀인 하이두크 스플리트로 깜짝 이적을 했으며, 그의 이적은 에두아르두 다 시우바가 아스널로 이적하기 전까지 크로아티아에서 가장 비싼 이적료였다. 그의 이적은 크로아티아 내에서 그해 최대 이슈가 되었는데, 그 다음 해에는 크란차르의 에이전트가 본인의 집에서 마피아의 소행으로 의심되는 총에 맞아 사망하기도 하였다. 또한 크란차르는 유로스포츠가 선정한 "월드컵 세계 유망주"에 리오넬 메시, 루카스 포돌스키, 설리 문타리와 함께 선정되었다.